# Donji Kneginec
Donji Kneginec is een plaats in de gemeente Gornji Kneginec in de Kroatische provincie Varaždin. De plaats telt 761 inwoners (2001).